# Račov
Račov je malá vesnice, část obce Zdíkov v okrese Prachatice v Jihočeském kraji. Nachází se asi tři kilometry severovýchodně od Zdíkova. Je zde evidováno 45 adres. V roce 2011 zde trvale žilo 66 obyvatel.
Račov je také název katastrálního území o rozloze 2,16 km².

## Historie
První písemná zmínka o vesnici pochází z roku 1379.

## Obyvatelstvo
| Rok            | 1869 | 1880 | 1890 | 1900 | 1910 | 1921 | 1930 | 1950 | 1961 | 1970 | 1980 | 1991 | 2001 | 2011 | 2021 |
| -------------- | ---- | ---- | ---- | ---- | ---- | ---- | ---- | ---- | ---- | ---- | ---- | ---- | ---- | ---- | ---- |
| Počet obyvatel | 279  | 254  | 270  | 247  | 265  | 230  | 246  | 117  | 114  | 79   | 68   | 63   | 68   | 66   | 57   |
| Počet domů     | 27   | 29   | 28   | 29   | 29   | 29   | 32   | 37   | 47   | 23   | 21   | 37   | 38   | 43   | 43   |

## Obecní správa
Při sčítání lidu v letech 1850–1963 Račov byl samostatnou obcí, se kterým patřil nejprve do okresu Strakonice, ale v letech 1890–1930 v okrese Prachatice a v roce 1950 v okrese Vimperk. Od roku 1964 je částí obce Zdíkov v okrese Prachatice. V letech 1850–1929 k obci patřil Putkov a v letech 1850–1963 také Žírec.

## Fotogalerie

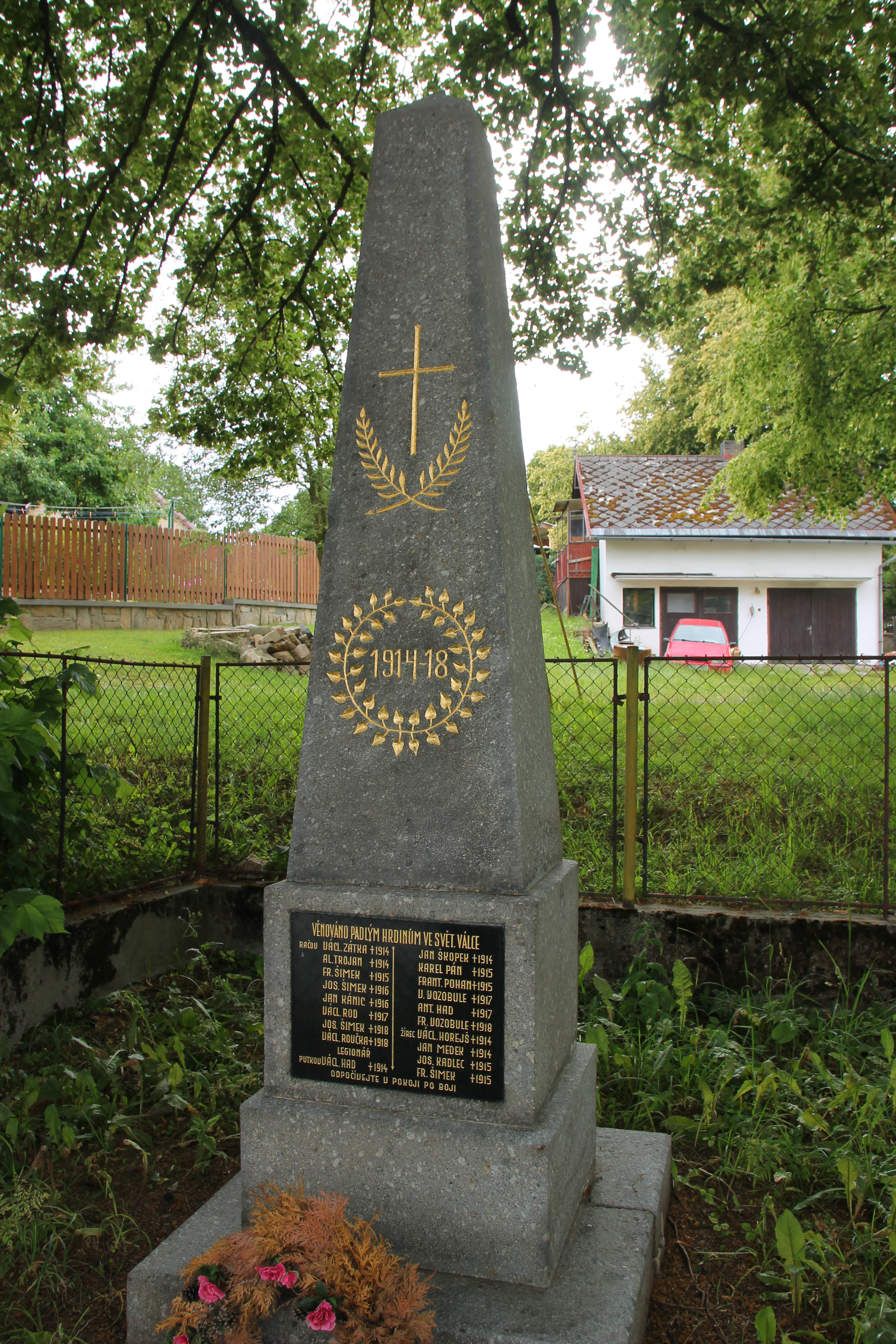
Pomník padlým v první světové válce
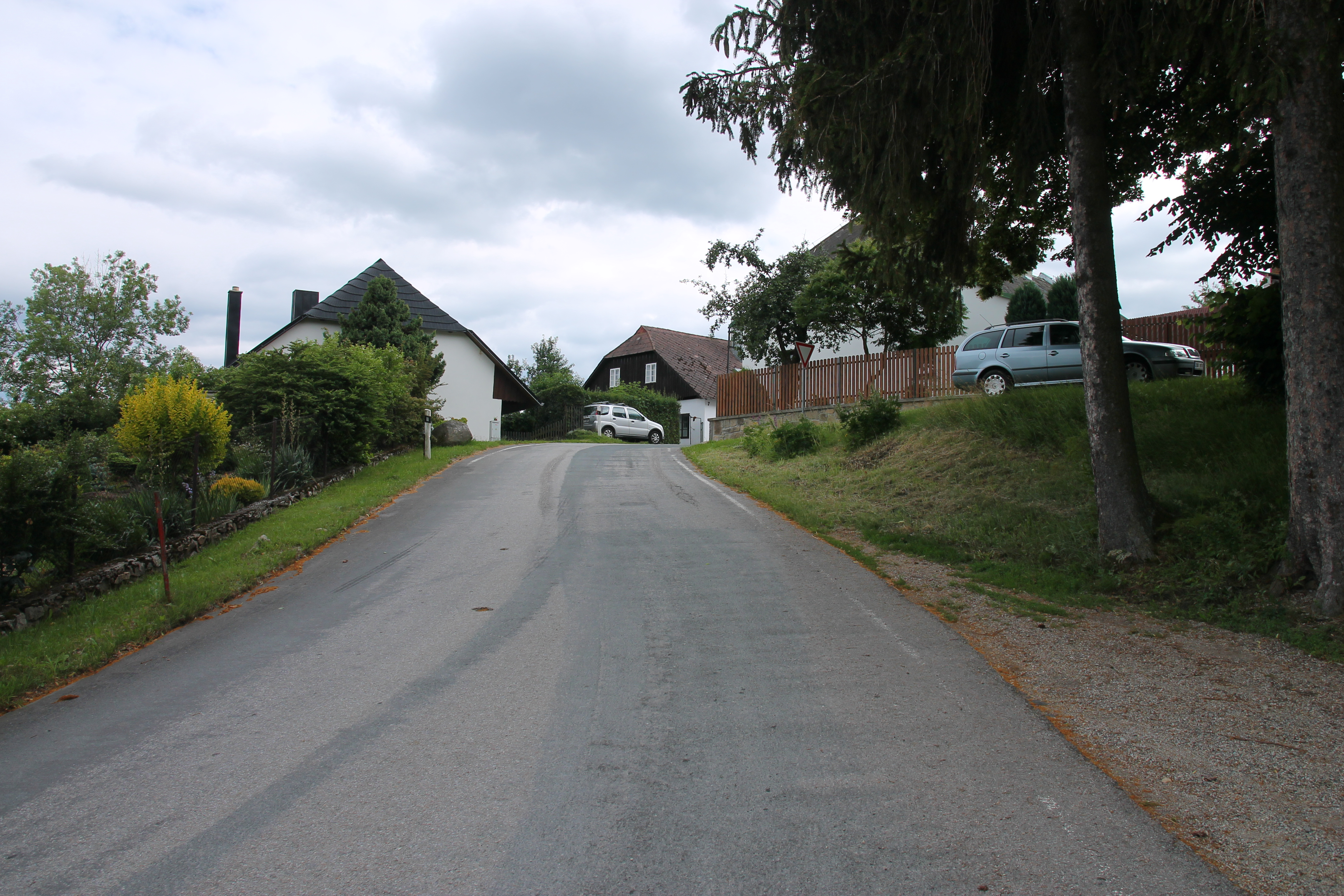
Silnice a chalupy v Račově
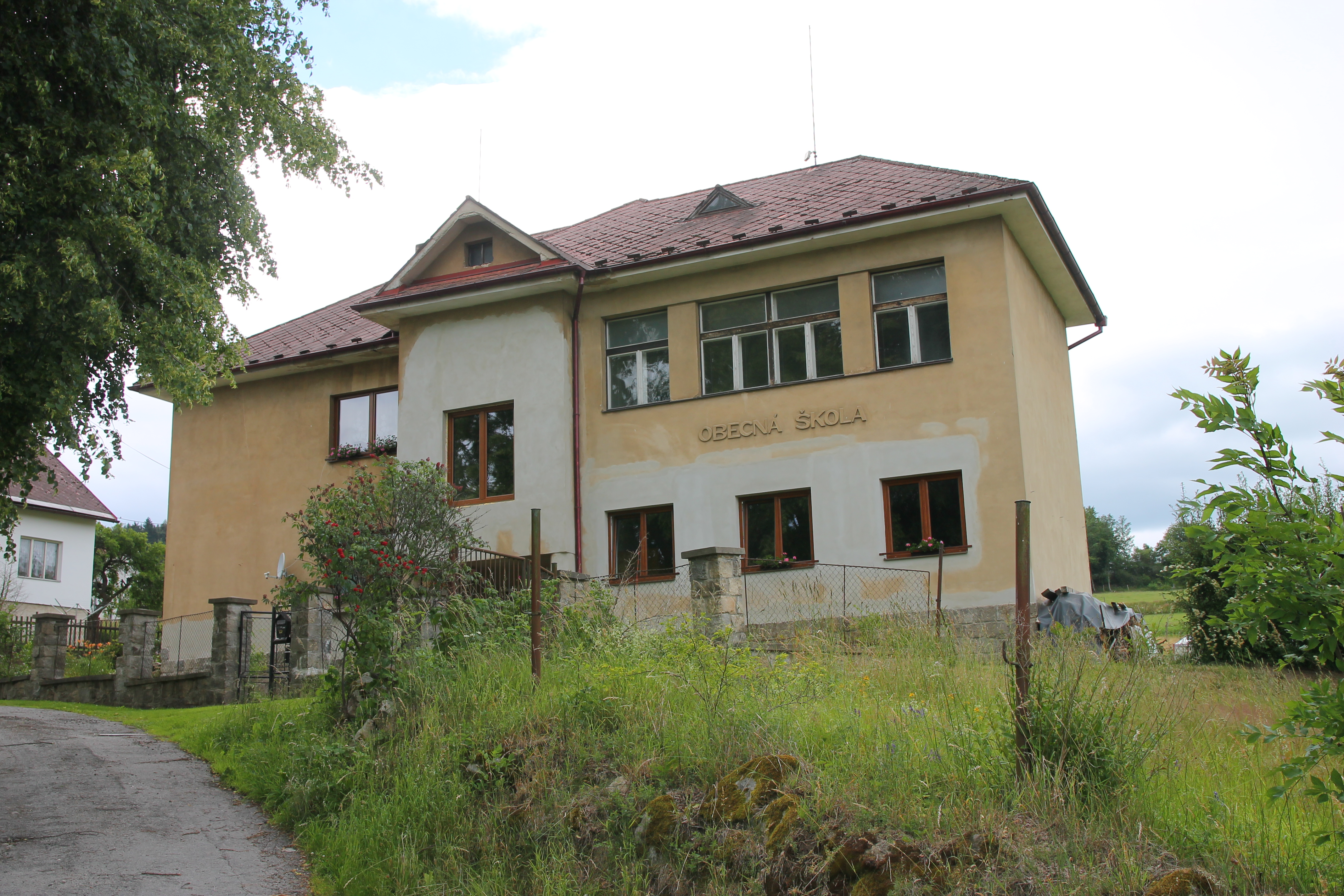
Bývalá obecná škola